# Actinote rosaria
Actinote rosaria är en fjärilsart som beskrevs av Gustav Weymer 1890. Actinote rosaria ingår i släktet Actinote och familjen praktfjärilar. Inga underarter finns listade i Catalogue of Life.